# Willy Makiashi
Willy Makiashi, né le 2 juillet 1967 à MC Lozo, est un homme politique du Congo-Kinshasa. Il occupe le poste de vice-Premier ministre de l’Emploi, du Travail et de la Prévoyance sociale dans le gouvernement Matata II du 8 décembre 2014 au 14 novembre 2016. Il a été secrétaire permanent et porte-parole du Parti lumumbiste unifié (PALU).

## Biographie
Né le 2 juillet 1967 à MC Lozo, Willy Makiashi est issu de l'union de Delphin Makiashi et d'Alfreda Ganene. Il est originaire du secteur de Kondo, dans le territoire de Gungu, district de Kwilu dans la province du Bandundu.
Makiashi est docteur en droit de l'université de Kinshasa.
Il venait d'être secrétaire permanent et porte parole du Parti lumumbiste unifié (PALU)
Il est député national représentant Gungu, dans la province du Bandundu (puis du Kwilu avec le redécoupage de 2015). Makiashi est élu en novembre 2011, réélu en décembre 2018 et décembre 2023.
Le PALU entre en crise en janvier 2024 avec la destitution de Makiashi du poste de secrétaire général du PALU. Didier Mazenga Mukanzu assure l'intérim avant d'être élu — il est l'unique candidat — ce même mois pour remplacer Makiashi,.